# Harīvand
Harīvand (persiska: هريوند, Harīwand, Harīvaneh) är en ort i Iran.   Den ligger i provinsen Khorasan, i den östra delen av landet, 800 km öster om huvudstaden Teheran. Harīvand ligger 2 198 meter över havet och antalet invånare är 158.
Terrängen runt Harīvand är kuperad. Runt Harīvand är det glesbefolkat, med 12 invånare per kvadratkilometer. Närmaste större samhälle är Khorāshād, 16,0 km nordväst om Harīvand. Trakten runt Harīvand är ofruktbar med lite eller ingen växtlighet.